# Альтамирано (муниципалитет)
Альтамирано (исп. Altamirano) — муниципалитет в Мексике, штат Чьяпас, с административным центром в одноимённом городе. Численность населения, по данным переписи 2020 года, составила 36 160 человек.

## Общие сведения
Название Altamirano муниципалитет и город получили в честь мексиканского поэта, писателя и дипломата Игнасио Мануэля Альтамирано.
Площадь муниципалитета равна 955,1 км², что составляет 1,3 % от площади штата, а наиболее высоко расположенное поселение Онильха, находится на высоте 1599 метров.
Он граничит с другими муниципалитетами Чьяпаса: на севере и востоке с Окосинго, на юге с Лас-Маргаритасом, на западе с Чаналем и Осчуком.

## Учреждение и состав
Муниципалитет был образован 20 июля 1942 года, по данным 2020 года в его состав входит 175 населённых пунктов, самые крупные из которых:
| Код INEGI                  | Населённый пункт                                                                       | Численность населения (2005 год) | Численность населения (2010 год) | Численность населения (2020 год) |
| -------------------------- | -------------------------------------------------------------------------------------- | -------------------------------- | -------------------------------- | -------------------------------- |
| 024                        | Всего                                                                                  | 24725                            | 29865                            | 36160                            |
| 0001                       | Альтамирано (исп. Altamirano) 16°44′09″ с. ш. 92°02′19″ з. д. (административный центр) | 8030                             | 9200                             | 10618                            |
| 0225                       | Морелия (исп. Morelia (Victórico Rodolfo Grajales)) 16°43′26″ с. ш. 91°58′09″ з. д.    | 492                              | 1156                             | 1369                             |
| 0032                       | Ла-Лагуна (исп. La Laguna) 16°41′33″ с. ш. 91°56′55″ з. д.                             | 928                              | 1222                             | 1322                             |
| 0037                       | Луис-Эспиноса (исп. Luis Espinoza) 16°35′17″ с. ш. 91°37′19″ з. д.                     | 781                              | 771                              | 1064                             |
| 0081                       | Венустиано-Карранса (исп. Venustiano Carranza) 16°40′15″ с. ш. 91°49′04″ з. д.         | 655                              | 792                              | 889                              |
| 0004                       | Белисарио-Домингес (исп. Belisario Domínguez) 16°38′39″ с. ш. 91°44′29″ з. д.          | 773                              | 827                              | 885                              |
| 0054                       | Пуэрто-Рико (исп. Puerto Rico) 16°36′37″ с. ш. 91°52′26″ з. д.                         | 717                              | 826                              | 862                              |
| 0158                       | Сан-Луис-Потоси (исп. San Luis Potosí) 16°36′16″ с. ш. 91°38′46″ з. д.                 | 592                              | 642                              | 809                              |
| —                          | Прочие                                                                                 | 11757                            | 14429                            | 18342                            |
| Названия на карте Генштаба |                                                                                        |                                  |                                  |                                  |

## Экономическая деятельность
По статистическим данным 2000 года, работоспособное население занято по секторам экономики в следующих пропорциях:
- сельское хозяйство и скотоводство — 66 % ;
- промышленность и строительство — 10 %;
- торговля, сферы услуг и туризма — 19,2 %;
- безработные — 4,8 %.

### Сельское хозяйство
Основные выращиваемые культуры: кукуруза, бобы, кофе, сахарный тростник и овощи.

### Животноводство
В муниципалитете разводится крупный рогатый скот, свиньи, лошади, овцы и домашняя птица.

### Лесозаготовка
Основные породы дерева, заготавливаемые в муниципалитете — сосна, испанский кедр и красное дерево.

### Производство
В муниципалитете существуют производства по изготовлению кирпича и пиломатериалов.

## Инфраструктура
По статистическим данным 2020 года, инфраструктура развита следующим образом:
- электрификация: 94,2 %;
- водоснабжение: 21,5 %;
- водоотведение: 74,4 %.

## Туризм
Основные достопримечательности:
- Церковь Сан Мигеля в муниципальном центре, построенную в 1886 году.
- Руины города Санта-Элена-Покавиник.
- Каскады на реке Мендоса.
- Водолечебница Цаконеха.